# Miriam Margolyes
Miriam Margolyes (Oxford, Oxfordshire, 18 de maio de 1941), OBE, é uma atriz britânica. 
Veterana do palco e das telas, Miriam Margolyes alcançou o sucesso em ambos os lados do Atlântico. Foi vencedora do prêmio BAFTA de melhor atriz coadjuvante em 1993 por A Época da Inocência, também recebeu o prêmio de melhor atriz coadjuvante de 1989 da Associação de Críticos de Cinema de Los Angeles por seu papel em Little Dorrit (1988) e um prêmio Sony de rádio de melhor atriz em rádio em 1993.
Entre os principais trabalhos que já fez, estão Yentl (1983), Pequena Loja de Horrores (1986), I Love You to Death (br: Te Amarei até Te Matar) (1990), End of Days (br: Fim dos Dias) (1999), Sunshine (br: Sunshine - O Despertar de um Século), Como Cães e Gatos (2001), Magnólia (1999) e a Professora Sprout em Harry Potter e a Câmara dos Segredos em 2002 e em Harry Potter e os Talismãs da Morte - Parte 2 em 2011.
Margolyes também apareceu em A Vida e Morte de Peter Sellers, de Stephen Hopkins (2004), Modigliani (2004), Adorável Julia de István Szabó (2004) e Ladies in Lavender (com as damas Maggie Smith e Judi Dench). Também fez uma pequena participação na terceira temporada de Merlin.
Viveu a personagem Prudence Stanley, uma senhora da sociedade na série australiana Os mistérios de Miss Fisher e é a Irmã Mildred na série britânica Call the Midwife.